# Hugo Almeida
Hugo Miguel Pereira de Almeida (Figueira da Foz, 23 mei 1984) is een Portugees voormalig voetballer die doorgaans centraal in de aanval speelde. Hij verruilde Hajduk Split in juli 2018 transfervrij voor Académica Coimbra, waar hij in februari 2020 zijn carrière afsloot en verder ging als jeugdtrainer. Almeida debuteerde in 2004 in het Portugees voetbalelftal.

## Clubstatistieken
| 2002/03                      | FC Porto            | SuperLiga    | –  | –  |
| 2002/03                      | → União Leiria      | SuperLiga    | 13 | 3  |
| 2003/04                      | FC Porto            | SuperLiga    | 34 | 4  |
| 2004                         | → União Leiria      | SuperLiga    | 15 | 2  |
| 2005                         | → Boavista FC       | SuperLiga    | 14 | 3  |
| 2006/07                      | → Werder Bremen     | Bundesliga   | 28 | 5  |
| 2007/08                      | Werder Bremen       | Bundesliga   | 23 | 11 |
| 2008/09                      | Werder Bremen       | Bundesliga   | 27 | 9  |
| 2009/10                      | Werder Bremen       | Bundesliga   | 25 | 7  |
| 2010/11                      | Werder Bremen       | Bundesliga   | 13 | 9  |
| 2010/11                      | Beşiktaş JK         | Süper Lig    | 18 | 12 |
| 2011/12                      | Beşiktaş JK         | Süper Lig    | 25 | 11 |
| 2012/13                      | Beşiktaş JK         | Süper Lig    | 20 | 9  |
| 2013/14                      | Beşiktaş JK         | Süper Lig    | 31 | 13 |
| 2014/15                      | AC Cesena           | Serie A      | 10 | 0  |
| 2014/15                      | FK Koeban Krasnodar | Premjer-Liga | 10 | 2  |
| 2015/16                      | Anzji Machatsjkala  | Premjer-Liga | 12 | 2  |
| 2015/16                      | Hannover 96         | Bundesliga   | 7  | 1  |
| 2016/17                      | AEK Athene          | Super League | 21 | 4  |
| 2017/18                      | AEK Athene          | Super League | 1  | 1  |
| 2017/18                      | Hajduk Split        | 1. HNL       | 14 | 3  |
| 2018/19                      | Académica Coimbra   | Segunda Liga | 23 | 10 |
| 2019/20                      | Académica Coimbra   | Segunda Liga | 10 | 1  |
| Laatste update: 22 juli 2020 |                     |              |    |    |

## Interlandcarrière
Almeida maakte deel uit van de Portugese nationale selectie tijdens onder meer het Europees kampioenschap voetbal 2008 en het wereldkampioenschap voetbal 2010. Op het WK 2010 maakte hij de 3–0 in de met 7–0 gewonnen groepswedstrijd tegen Noord-Korea. Voor hij geselecteerd werd voor de nationale ploeg, speelde Almeida met Portugal onder 21 onder meer het EK 2006 en het EK 2007. Met een andere Portugese selectie was hij eerder actief op de Olympische Zomerspelen 2004, waar hij de 0–1 maakte in het met 4–2 verloren duel tegen Costa Rica. Hij nam met zijn vaderland eveneens deel aan het Europees kampioenschap voetbal 2012 in Polen en Oekraïne. Bij dat laatste toernooi werd de ploeg van bondscoach Paulo Bento in de halve finale na strafschoppen (2–4) uitgeschakeld door titelverdediger en buurland Spanje. In de reguliere speeltijd plus verlenging waren beide ploegen blijven steken op 0–0.
Op 19 mei 2014 maakte bondscoach Paulo Bento bekend Almeida mee te nemen naar het wereldkampioenschap voetbal in Brazilië. Toenmalige clubgenoten Dany Nounkeu (Kameroen) en Jermaine Jones (Verenigde Staten) waren ook actief op dat toernooi.